# Charlie Margulis
Charles „Charlie“ Margulis (* 24. Juni 1902 in Minneapolis; † 24. April 1967 in Little Falls (Minnesota)) war ein US-amerikanischer Jazztrompeter und Kornettist.

## Leben und Wirken
Margulis spielte ab Mitte der 1920er-Jahre zunächst bei Ray Miller und Ole Olsen, bevor er 1927 Mitglied des Paul Whiteman Orchestra wurde.  Daneben nahm er in den folgenden Jahren mit Frankie Trumbauer, Bix Beiderbecke (Volume 2: At the Jazz Band Ball), Eddie Lang und Joe Venuti auf. In den 1930er-Jahren spielte er im Dorsey Brothers Orchestra und wirkte bei Aufnahmen der Boswell Sisters, Bing Crosby, Ben Selvin, Dick Powell, Ethel Waters, Benny Goodman, Manny Klein, Bill Challis, Kay Thompson, Dick McDonough und Toots Mondello mit. In den frühen 1940er-Jahren spielte er bei Hal Kemp und Artie Shaw („Frenesi“). In den Nachkriegsjahren war er vor allem als Studiomusiker beschäftigt, zu hören bei Aufnahmen etwa von Harry Belafonte; daneben arbeitete er mit Enoch Light and Charleston City All Stars, Bobby Byrne und erneut bei Paul Whiteman. Im Bereich des Jazz war er zwischen 1925 und 1968 an 122 Aufnahmesessions beteiligt. 1959 legte er unter eigenem Namen (Charles Margulis And His Orch. & Chorus) die Pop-Single Malaguena (von Ernesto Lecuona) vor.